# 卡尔 (意大利)
卡尔（法語：Quart，法語發音：[kaʁ]）是意大利瓦莱达奥斯塔大区的一个市镇。总面积62平方公里，人口3798人，人口密度61.3人/平方公里（2009年）。ISTAT代码为007054。